# Mycomya lamellata
Mycomya lamellata är en tvåvingeart som beskrevs av Freeman 1951. Mycomya lamellata ingår i släktet Mycomya och familjen svampmyggor. Inga underarter finns listade i Catalogue of Life.